# Prionosciadium dissectum
Prionosciadium dissectum är en flockblommig växtart som beskrevs av John Merle Coulter och Joseph Nelson Rose. Prionosciadium dissectum ingår i släktet Prionosciadium och familjen flockblommiga växter. Inga underarter finns listade i Catalogue of Life.